# Lord Nunatak
Il Lord Nunatak è un nunatak, cioè un picco isolato, situato 1,5 miglia nautiche (3 km) a sudovest del Baines Nunatak, a metà strada tra i Monti Herbert e la Scarpata dei Pionieri, nella Catena di Shackleton, nella Terra di Coats in Antartide.
Nel 1967 fu effettuata una ricognizione aerofotografica da parte degli aerei della U.S. Navy. Un'ispezione al suolo fu condotta dalla British Antarctic Survey (BAS) nel periodo 1968-71.
L'attuale denominazione fu assegnata nel 1971 dal Comitato britannico per i toponimi antartici (UK-APC), in onore di William Barry Lord, artigliere canadese e autore assieme a Thomas Baines (1822–75) del libro Shifts and Expedients of Camp Life, Travel and Exploration (London, 1871).